# Велика міська синагога

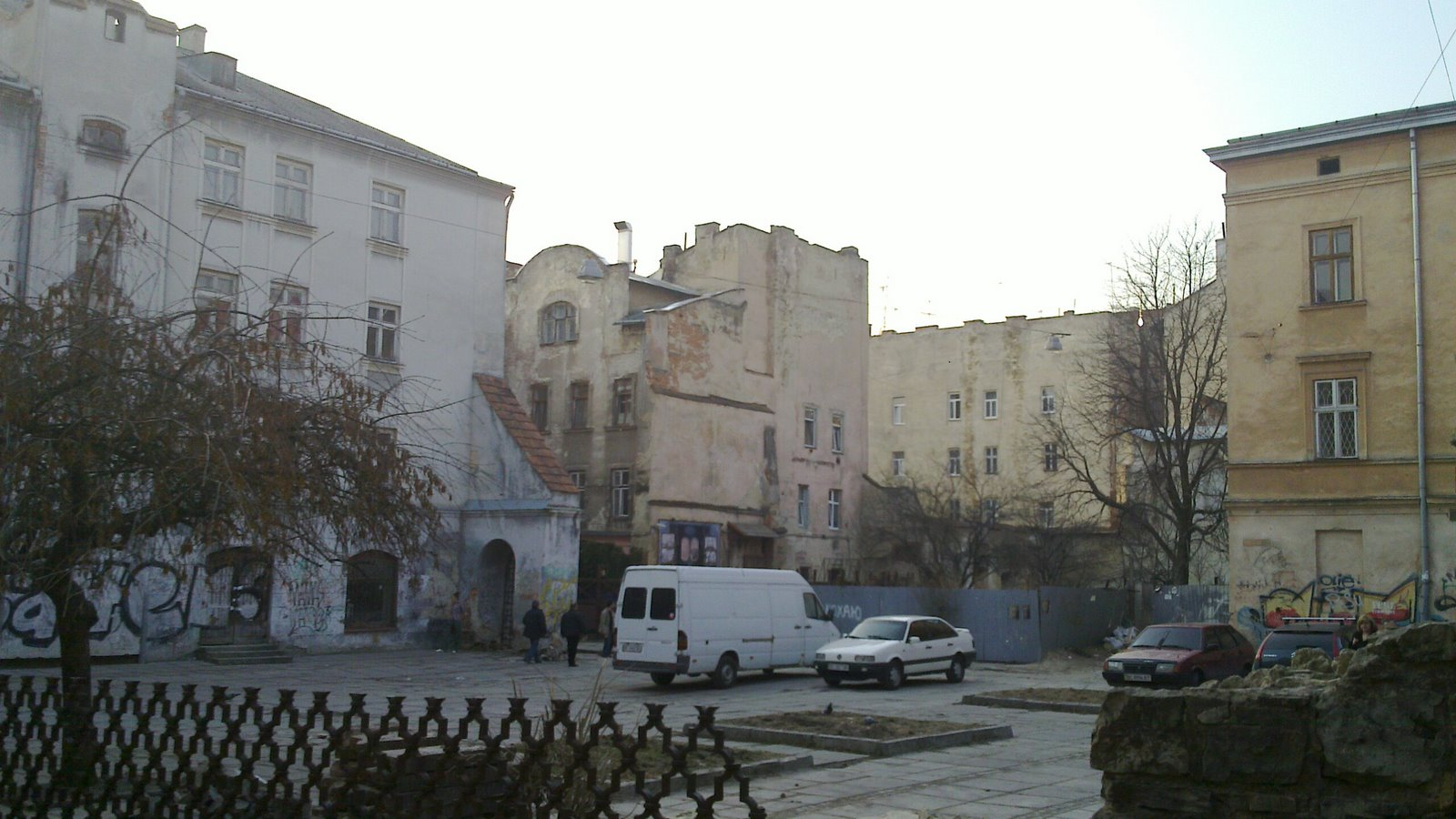
Площа на місці колишньої синагоги

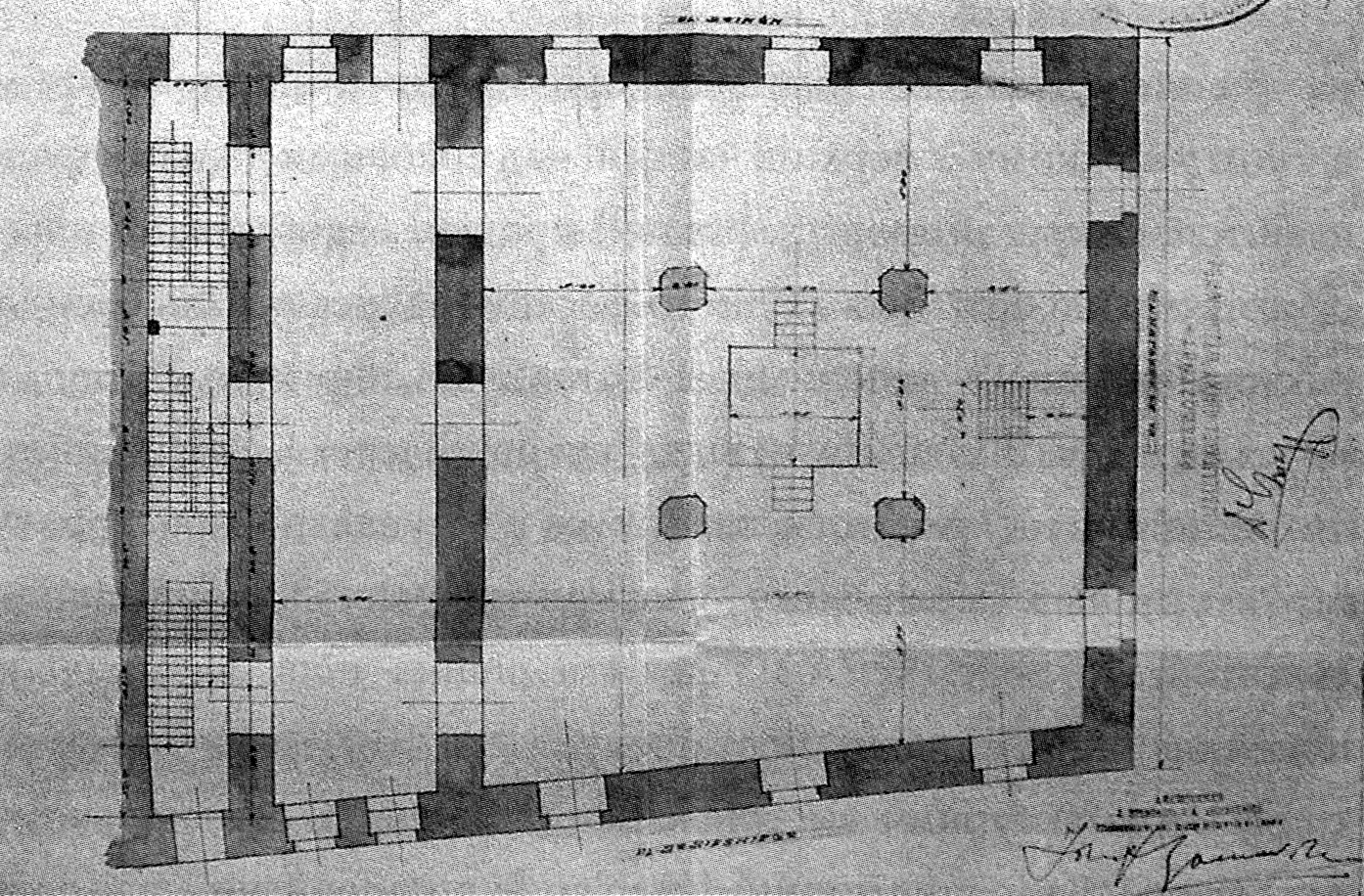
Проєкт реконструкції сходових маршів, на якому видно план синагоги

Велика міська синагога — втрачена синагога, що розташовувалась у середмісті Львова між кінцевими ділянками нинішніх вулиць Староєврейської і Братів Рогатинців.

## Історія
Попередником Великої міської синагоги можна умовно вважати дерев'яну, яка існувала на місці нинішнього будинку № 29 на вулиці Федорова. Львівський історик Маєр Балабан під час будівництва 1904 року віднайшов кілька дерев'яних балок тієї синагоги, на одній з яких було зазначено рік побудови — 1320-й. Синагога згадується у привілеї Казимира III від 1367 року. У 1407-му зафіксовано видатки на ремонт і дрова, що свідчить про існування опалюваного приміщення (бет мідраша). Під час пожежі міста 1527 року вона згоріла, після чого було споруджено нову, вже муровану на новому місці. Згадка про неї датується 1555 роком. Свідчень про її вигляд збереглось мало. Відомо, що була менша за Золоту Розу і наприкінці XVIII століття перебувала в поганому стані. Згідно з обмірами 1767 року мала у плані розміри 36,5×68,5 ліктів і молитовну залу площею 500 ліктів. Під час богослужінь у ній збиралось до 200 чоловік. Гіпотетичну реконструкцію створив свого часу Януш Вітвіцький у пластичній панорамі. При цьому він, ймовірно, базувався на формах Старої синагоги у Кракові.
1797 року Губерніальне управління наказало синагогу розібрати (ймовірно, що через технічний стан). Нову, значно більшу, споруджено до 1801 року. За версією Маєра Балабана це сталось у 1800—1804 роках після знесення оборонних мурів. Вона займала прямокутну ділянку між нинішніми вулицями Староєврейською, Братів Рогатинців і Арсенальською. Із Золотої Рози було перенесено клейноди і таким чином нова синагога стала головною в місті. 1872 року розпочато реконструкцію даху і перекриттів за проєктом Міхаеля Герля. Роботи однак було перервано і поновлено лише у 1878-му. Існував також проєкт реконструкції з добудовою бет мідраша, датований 1871 роком. Автор — архітектор Йоган Міхель. 1910 року проведено реконструкцію сходових кліток, над якими влаштовано новий дах. Проєкт архітекторів Альфреда Захаревича і Юзефа Сосновського.
Під час німецької окупації 14 серпня 1941 року, а також протягом кількох наступних днів  низку синагог у Львові було підпалено. Тоді ж горіла і Велика міська. Восени того ж року синагогу підірвали нацисти. Збереглись два портали, які примикають до житлових будинків. У 1970-х проводились розкопки і роботи з упорядкування території. Було віднайдено пивниці, кам'яні фрагменти зі слідами поліхромії і пізньоготичний кам'яний портал синагоги XVI століття. Фундаменти синагоги від 1801 року було протрасовано.
2010 року в рамках проєкту «Простір синагог» відбувся міжнародний конкурс планів упорядкування території. Перемогу здобув проєкт німецького архітектора Франца Решке, який передбачає консервацію руїн Золотої Рози, і впорядкування площі на місці Великої синагоги. Кошторис складає 560 тис. євро і має бути профінансований міською радою та меценатами. Адаптацію здійснив архітектор Юрій Столяров. Ідею проєкту підтримує міська рада, Центр міської історії, Німецьке товариство з міжнародного співробітництва GIZ, всеукраїнський благодійний фонд «Хесед Ар'є». У проєкту є противники. Так голова львівського відділення УТОПІК Андрій Салюк заявляє, що громадські слухання фактично проігноровано. Мейлах Шейхет, керівник релігійної громади «Турей Загав» звертає увагу на несумісність проєкту зі створеною раніше і затвердженою «Програмою регенерації юдейської дільниці», створеної інститутом «Укрзахідпроектреставрація».

## Архітектура
За планом синагога була неправильним чотирикутником, що зумовлено формою ділянки. Молитовна зала теж неправильної чотирикутної форми, дев'ятипільна, з чотирма гранчастими колонами по центру. До західної стіни примикала витягнута галерея під пулишем. З того ж боку збудовано три сходові клітки, які вели до галерей та інших приміщень. Вхід до молитовної зали влаштовано від нинішньої вулиці Арсенальської, а до галерей — від Староєврейської та Братів Рогатинців. Усі об'єми синагоги було об'єднано під єдиним трисхилим дахом. Зовнішній вистрій класицистичний, підкреслено монументальний. Фасади, які відповідати молитовній залі, були почленовані пілястрами на три поля. У кожному полі було високе півциркульно завершене вікно. Над кожним таким вікном було ще одне кругле. По два яруси зі звичайними вікнами мали ті частини фасаду, за якими розташовувались галереї та інші допоміжні приміщення. Інтер'єри прикрашались різьбою та традиційними розписами.